# Torymus pygmaeus
Torymus pygmaeus är en stekelart som beskrevs av Mayr 1874. Torymus pygmaeus ingår i släktet Torymus och familjen gallglanssteklar. Arten är reproducerande i Sverige. Inga underarter finns listade i Catalogue of Life.